# لوئیس کنرینگ
لوئیس مارتین لورت کنرینگ (زادهٔ ۱ مارس ۱۸۲۴ – درگذشته در ۱ آوریل ۱۸۹۱) سرپرست، بازرس بیمارستان، شبان‌خواهر و پرستار دانمارکی بود. او که از سوی شاهزاده لوئیز مأمور شد تا مؤسسه‌های شبان‌خواهران در آلمان، سوئد و فرانسه را بررسی کند، با هدف ایجاد چنین مؤسسه‌ای در دانمارک، اولین زن دانمارکی بود که در رشته پرستاری آموزش دید. در نهایت، از سال ۱۸۶۳ ریاست مؤسسه شبان‌خواهران در کپنهاگ را بر عهده گرفت.

## زندگی‌نامه
لوئیس کنرینگ در ۱ مارس ۱۸۲۴ در رونگستد در بخش هرشلم به دنیا آمد. او دختر آگوستو گئورگ کارل کنرینگ و همسرش هانه کریستیانه برائم بود. وی کودکی نحیف بود که زمستان‌های خود را بیشتر در خانه پدر و مادرش در رندزبرگ، واقع در شلسویگ دانمارک، که پدرش در آنجا به عنوان مأمور گمرک فعالیت می‌کرد، سپری می‌کرد و تابستان‌ها را در مزرعه پدربزرگ و مادربزرگش در رونگستد که در شمال کپنهاگ قرار داشت، می‌گذراند. به دلیل وضعیت نامناسب سلامتی، او به‌ندرت به مدرسه می‌رفت و در خانه تحت تعلیم مادر و دیگر معلمان خصوصی و خواهرش قرار داشت.
از ۱۳ سالگی، او به‌طور منظم در مراسم کلیسا شرکت می‌کرد و پس از درگذشت مادرش در ۱۸۳۹، به دین و مذهب پایبندتر شد. در جریان جنگ اول شلسویگ، وی سه سال را (۱۸۴۸–۱۸۵۱) در کپنهاگ گذراند و در آنجا در محافلی که او را به فعالیت‌های خیریه ترغیب می‌کردند، پذیرفته شد. او به انجمن‌های پرستاری و مراقبت از کودکان ملکه کارولین آمالیه پیوست. پس از چند سال اقامت در نوی‌اشتات در زاکسن، به کپنهاگ بازگشت و به عنوان بازرس و مدیر انجمن مراقبت از کودکان منصوب شد و مسئولیت ۴۰۰ کودک را بر عهده گرفت. او نخستین زنی در دانمارک بود که چنین سمتی را دریافت کرد. این کار آسان نبود و او از محافل مختلف درخواست کمک کرد که در این میان با شاهزاده لوئیز آشنا شد.
کنرینگ در دوران اقامتش در نوی‌اشتات، به فردی نیکوکار به نام آمالیه زیویکینگ در کمک به فقرا در هامبورگ یاری می‌رساند. همچنین از خانه شبان‌خواهران در کایزرس‌ورت، در نزدیکی دوسلدورف که در ۱۸۳۶ توسط تئودور فلیدنر و همسرش فریدریکه تأسیس شده بود، بازدید کرد. او از شیوه شبان‌خواهران که به زنان اجازه می‌داد ضمن مراقبت از بیماران، الهیات و مهارت‌های پرستاری را نیز بیاموزند، الهام گرفت. پس از فلیدنر، خانه‌های شبان‌خواهران نیز در نروژ و سوئد تأسیس شدند. در ۱۸۶۱، شاهزاده لوئیز در جستجوی زنی دانمارکی بود که بتواند یک مؤسسه شبان‌خواهران را در دانمارک اداره کند. به توصیه نیکولای گوتلیب بلادل، کشیش کلیسای گارنیزون، کپنهاگ، کنرینگ را انتخاب کرد که پس از بازدید از مؤسسه شبان‌خواهران در استکهلم این سمت را پذیرفت. در مارس ۱۸۶۳، او نخستین شبان‌خواهر دانمارکی شد که توسط فلیدنر در کایزرس‌ورت منصوب گردید.

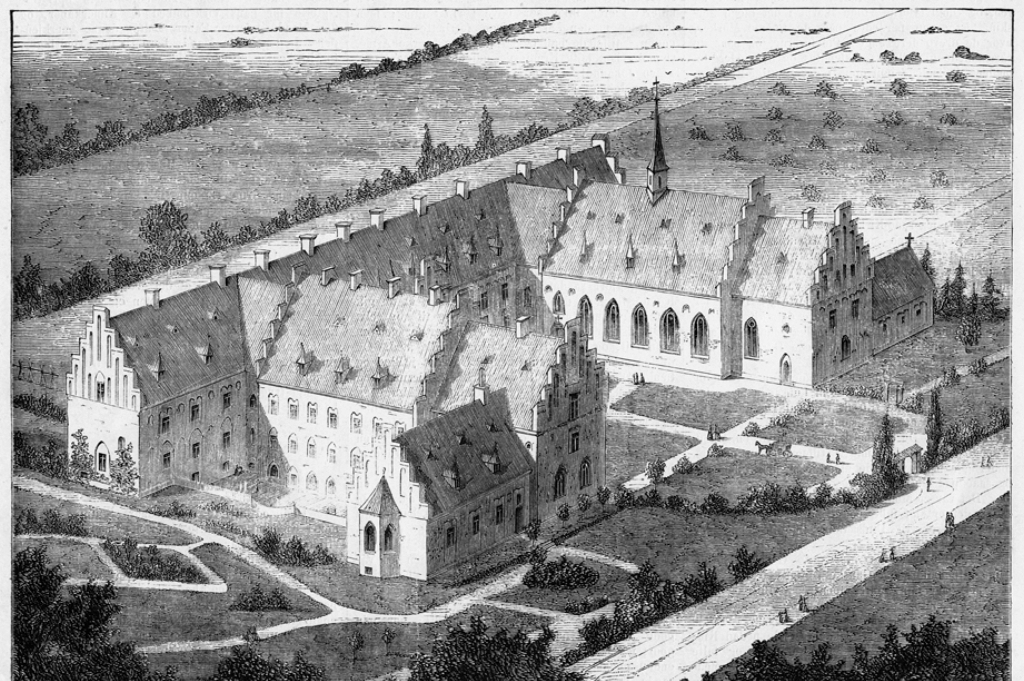
مؤسسه شبان‌خواهران، اسمالگاده، ۱۸۷۳

تحت رهبری کنرینگ، نخستین مؤسسه شبان‌خواهران در اسمالگاده، فردریکسبر در ۲۶ مه ۱۸۶۳ افتتاح شد. در ابتدا چهار خواهر (پرستار) در آن فعالیت می‌کردند، اما این مؤسسه به‌سرعت رشد کرد و طی دو سال نخست، ظرفیت ۶۳ بیمار و ۱۷ خواهر را فراهم نمود. در ۱۸۶۵، مکان جدیدی برای این مؤسسه خریداری شد و در ۱۸۷۳، ساختمان امروزی مؤسسه شبان‌خواهران افتتاح گردید. کنرینگ در اداره این مؤسسه، شیوه‌ای سخت‌گیرانه و سنتی داشت و در برخورد با بیماران مرد مشکل داشت. دو همکار مرد او در اعتراض به این اوضاع مؤسسه را ترک کردند، اما او همچنان احترام همکاران زن خود را حفظ می‌کرد و با توصیه ملکه لوئیز، شیوه مدیریت خود را تعدیل نمود.
لوئیس کنرینگ در ۱ آوریل ۱۸۹۱ در منطقه فردریکسبر در کپنهاگ درگذشت. پس از او، سوفی زارتمن جانشینش شد. او مؤسسه‌ای پویا را به یادگار گذاشت که در سراسر کشور از شبکه‌ای گسترده از حمایت‌ها برخوردار بود.